# 黃林玲玲

黃林玲玲（1942年9月19日－）又稱黃林阿嬤、新莊媽祖婆，中華民國政治人物，中國國民黨籍，是新北市新莊區人，前任新北市議員（新莊區、五股區、泰山區、林口區）。曾任新莊市市長（今新莊區區長）。本姓林冠夫姓後為黃林氏
。
多年來在新莊建設，推動新泰活動中心、新北市立圖書館新莊聯合分館、新北市立丹鳳高級中學、新莊利濟橫移門、新莊生命紀念館等設施，也是全台第一位推動在活動中心設立漫畫閱覽室的市長。被尊稱為「新莊媽祖婆」。截至2022年中華民國地方公職人員選舉前，她是中華民國各直轄市議會中，最年長的議員，但因隨其不角逐連任，而此紀錄將會被嘉義市議員張榮藏，在2026年離任時達84歲高齡而打破。

## 選舉紀錄
| 年度 | 選舉屆數               | 選舉區           | 所屬政黨   | 得票數 | 得票率 | 當選標記 | 備註 |
| ---- | ---------------------- | ---------------- | ---------- | ------ | ------ | -------- | ---- |
| 1990 | 第十二屆臺北縣議員選舉 | 臺北縣第六選舉區 | 中國國民黨 | 5,118  | 3.12%  |          |      |
| 1994 | 第十三屆臺北縣議員選舉 | 臺北縣第六選舉區 | 中國國民黨 | 14,465 | 8.28%  |          |      |
| 1998 | 第六屆新莊市市長選舉   | 臺北縣新莊市     | 中國國民黨 | 52,576 | 59.43% |          |      |
| 2002 | 第七屆新莊市市長選舉   | 臺北縣新莊市     | 中國國民黨 | 56,071 | 53.15% |          |      |
| 2005 | 第十六屆臺北縣議員選舉 | 臺北縣第六選舉區 | 中國國民黨 | 20,233 | 7.55%  |          |      |
| 2010 | 第一屆新北市議員選舉   | 新北市第二選舉區 | 中國國民黨 | 24,693 | 7.47%  |          |      |
| 2014 | 第二屆新北市議員選舉   | 新北市第二選舉區 | 中國國民黨 | 25,082 | 8.21%  |          |      |
| 2018 | 第三屆新北市議員選舉   | 新北市第二選舉區 | 中國國民黨 | 17,941 | 5.34%  |          |      |

## 外部連結
- 黃林玲玲 - 新北市議會全球資訊網-議員基本資料 （页面存档备份，存于）